# Milnesium tardigradum
Milnesium tardigradum là một loài gấu nước có thể được tìm thấy ở nhiều loại môi trường đa dạng. M. tardigradum thậm chí đã được tìm thấy ở vùng biển quanh Châu Nam Cực.
M. tardigradum được mô tả bởi Doyère năm 1840.

## Mô tả

### Hình thái
M. tardigradum có cơ thể đối xứng với tám chân. M. tardigradum có các vuốt chân không được sử dụng, một đặc điểm xuất hiện. Kích thước cơ thể rất thay đổi, với vài cá thể có thể dài 0.7 millimeters.
M. tardigradum có thể được tìm thấy ở nơi có nồng độ phóng xạ cao. Năm 2007, cá thể của hai loài gấu nước, Richtersius coronifer và M. tardigradum, đã được thử nghiệm trong phóng xạ, gần chân không và nhiệt độ không tuyệt đối ở không gian ngoài thiên thể như một phần thử nghiệm Biopan-6 của Cơ quan vũ trụ châu Âu. Ba cá thể M. tardigradum sống sót.

### Chế độ ăn
M. tardigradum là loài ăn tạp. Nó thường ăn các loài sinh vật nhỏ như tảo, luân trùng, và giun tròn. M. tardigradum cũng được ghi nhận là có ăn các con gấu nước khác nhỏ hơn.

## Tiến hóa
M. tardigradum có phát sinh loài liên quan với động vật chân khớp. Mặc dù vẫn được tranh cãi, có bằng chứng rằng gấu nước và động vật chân khớp có lịch sử tiến hóa gần.

## Môi trường sống
Môi trường sống của M. tardigradum rất rộng. Loài này chiếm hầu hết các môi trường nước như biển, bãi cát và cả đất. Phạm vi sinh sống chính xác của M. tardigradum khó xác định và thiếu nhiều dữ liệu.